# Escudo de la provincia de Segovia
La Diputación Provincial de Segovia emplea un escudo que puede considerarse como provincial, en el que figura el blasón de la ciudad acompañado de los escudos de los otros cuatro partidos judiciales en los que se divide la provincia, soportando cuatro cuarteles cuya descripción heráldica es:
- En el primer cuartel, de gules, un castillo de oro, almenado de tres almenas, mazonado de sable, aclarado de azur y acostado de dos llaves altas de plata, puestas en palo, una a su diestra y otra a su siniestra que son las armas de la villa de Sepúlveda.
- En el segundo cuartel, de plata, el busto de un caballo, al natural, bordado con su collera en sus colores, que son las armas de la villa de Cuéllar.
- En el tercero, de azur, partido de ondas de plata cargadas en palo de dos truchas al natural, que son las armas de la villa de Riaza.
- En el cuarto, de azur, la jarra de plata con asas de oro, saliente de ella tres ramas floridas de azucenas con sus colores, que son las armas de la villa de Santa María Real de Nieva.
- Sobre el todo, el escusón de azur con el acueducto de plata mazonado de sable y, cimado con el busto de una doncella al natural, de carnación y pelo de sable, que son las armas de la ciudad de Segovia.

Al timbre, corona real española, abierta y sin diademas que es un círculo de oro, engastado de piedras preciosas, compuesto de ocho florones de hojas de acanto, visibles cinco, interpoladas de perlas. 
La corona real abierta es la forma que tenía la antigua corona real, usada hasta el siglo XVI, se emplea con mucha frecuencia en la heráldica de entidades territoriales menores, municipios y provincias y es muy semejante a la atribuida a los infantes de España.
El escudo Provincial de Segovia, fue aprobado de forma provisional por la Real academia de Historia, el 22 de noviembre de 1952, y tras unas ligeras modificaciones, fue aprobado definitivamente por la Diputación Provincial de Segovia, el 22 de julio de 1955.